# Forchia
Forchia ist eine Gemeinde in Italien in der Region Kampanien in der Provinz Benevento mit 1202 Einwohnern (Stand 31. Dezember 2023). Sie ist Bestandteil der Bergkommune Comunità Montana del Taburno.

## Geographie

Lage von Bucciano in der Provinz Benevento

Die Gemeinde liegt etwa 30 km westlich der Provinzhauptstadt Benevento. Die Nachbargemeinden sind  Airola, Arienzo (CE), Arpaia, Moiano und Roccarainola (NA). Die weiteren Ortsteile sind S. Alfonso, Cagni, Acquavitale und Signorindico.

## Wirtschaft
Die Gemeinde lebt hauptsächlich von der Landwirtschaft. 